# Андерсен, Асбьёрн Краг
Асбьёрн Краг Андерсен (дат. Asbjørn Kragh Andersen; род. 4 июля 1993 в Фредерисии Дания) — датский профессиональный шоссейный велогонщик, выступающий за Team Sunweb. Старший брат Сёрена Краг Андерсена, также профессионального велогонщика.

## Достижения
2012
3-й Тур Фюна
2013
1-й — Этап 2 Велогонка Мира U23
1-й Тур Фюна
2014
1-й — Этап 2 Тур Пястовских городов
2015
1-й Гран-при Рингерике
1-й Гран-при Хернинга
1-й — Этап 5 Тур Луара и Шера
1-й — Этап 5 Флеш дю Сюд
1-й — Этап 3 Париж–Аррас Тур
2-й Тур Химмерланда
3-й Гран-при Хорсенса
2016
1-й — Этап 4 Тур Фьордов
2018
1-й  Тур Луара и Шера
1-й  Очковая классификация
2-й Трофей Пореча